# Кобуска-Ноуе
Кобуска-Ноуе (рум. Cobusca Nouă) — село в Аненій-Нойському районі Молдови. Утворює окрему комуну.

## Населення
За даними перепису населення 2004 року у селі проживала 1701 особа.
Національний склад населення села:
| Національність       | Кількість осіб | Відсоток   |
| -------------------- | -------------- | ---------- |
| молдавани румуни     | 1601 17        | 94,1% 1,0% |
| росіяни              | 38             | 2,2%       |
| українці             | 17             | 1,0%       |
| цигани               | 16             | 0,9%       |
| болгари              | 5              | 0,3%       |
| гагаузи              | 4              | 0,2%       |
| інша / без відповіді | 3              | 0,2%       |
| Всього               | 1701           | 100%       |